# 埃米茨堡
埃米茨堡（Emmetsburg）是美国艾奥瓦州帕洛阿尔托县的城市，是帕洛阿尔托县的县城。2010年人口普查的人口为3,904人。埃米茨堡位于五岛湖南部的海湾附近。